# Res inter alios acta
Res inter alios acta es una expresión latina utilizada en Derecho y, en particular, en el Derecho contractual, que puede traducirse como "cosa realizada entre otros".
La frase se utiliza para expresar la doctrina según la cual un contrato o un acuerdo entre varias personas (inter partes) no puede afectar a un tercero que no ha sido parte en el mismo. Los efectos jurídicos del mismo se limitarían, por tanto, a los derechos y obligaciones de las partes que lo realizaron.
La misma máxima es aplicable en Derecho internacional público entre estados, en cuanto a tratados internacionales.
Dentro del derecho de obligaciones la regla "res inter alios acta" cuenta con especial importancia pues surge del derecho latino como una contraposición a la teoría de los derechos absolutos propios del dominio de bienes muebles e inmuebles. Así, mientras que los derechos reales eran reconocidos como "Jus in re" configurando el derecho a la cosa en sí misma, reconocieron diferente entidad a los derechos personales o créditos bajo la nominación 
"Jus ad rem", entendidos estos como el derecho a obtener la cosa de su deudor. Lo anterior significa que los derechos reales se pueden ejercitar sobre una cosa sin respecto de determinada persona, haciéndolos absolutos, en tanto que los derechos crediticios invocan solo dos sujetos individuales o plurales que adoptan las calidades de acreedor y deudor, por lo que los derechos crediticios solo pueden reclamarse por parte de su legítimo acreedor (titular del derecho) en contra de su legítimo deudor (obligado a cumplir la prestación).
Características similares se encuentran en el arbitramento, donde originalmente solo pueden intervenir las partes expresamente vinculadas en un compromiso o una cláusula arbitral.
Por su parte, en el derecho del consumo encontramos un desafío a las estructuras tradicionales del derecho de obligaciones, donde prevalece un régimen de protección de quien, tras realizar la adquisición de un bien o servicio que no hace parte del giro ordinario de sus negocios, o quien se encuentra en condición legal, procesal o probatoria de inferioridad, adopta el reconocimiento de consumidor; carácter prevalente que permite dejar en segundo plano las discusiones relativas a la adquisición del bien o servicio, su especial destinación o su capacitación profesional.
- Datos: Q309691